# Gloriozyna
Gloriozyna – organiczny związek chemiczny z grupy alkaloidów, pochodna kolchicyny. Otrzymywana jest z gloriozy wspaniałej.
Wykazuje działanie antymitotyczne, zatrzymując podział komórek poprzez przerwanie wrzeciona podziałowego w czasie metafazy.